# إيلان سوتر
إيلان سوتر هو لاعب كرة قدم سويسري في مركز ظهير ‏، ولد في 6 فبراير 2001 في نيويورك في الولايات المتحدة. لعب مع نادي زيورخ.

## وصلات خارجية
- إيلان سوتر على موقع الاتحاد الأوربي (الإنجليزية)
- إيلان سوتر على موقع قاعدة بيانات كرة القدم.إي يو (الإنجليزية)
- إيلان سوتر على موقع Soccerbase.com (لاعب) (الإنجليزية)
- إيلان سوتر على موقع Soccerway.com (الإنجليزية)
- إيلان سوتر على موقع عالم كرة القدم.نت (الإنجليزية)